# Mecher
Mecher (auch Macher, Amcher; griechisch Mechir; koptisch Meschir; arabisch Amschir) war im ägyptischen Kalender die altägyptische Bezeichnung des zweiten  Peretmonats und repräsentierte die kälteste Jahreszeit von Anfang Dezember bis Anfang Januar.
Alan Gardiner wie auch Richard-Anthony Parker vermuten, dass der Monat Rekeh-wer im Laufe der Kalendergeschichte die Jahresform wechselte, weshalb sich Rekeh-wer ab der 19. Dynastie im Neuen Reich vom siebten auf den sechsten Monat verschob und in Mecher umbenannt wurde. 
Ursache hierfür war die Koppelung von Sopdet an den heliakischen Aufgang von Sirius, der  bis Ende des zweiten Jahrtausends v. Chr. langsam von Anfang Juni auf Anfang Juli wanderte und letztlich mitverantwortlich für die Verlagerung der Monate war. 